# Pablo Albertinazzi
Pablo Enrique Albertinazzi (Córdoba, 1º marzo 1978) è un ex cestista argentino con cittadinanza italiana.
Playmaker di 178 cm, ha giocato nelle serie minori italiane e nella Liga Nacional de Básquet.

## Carriera
(Enzo Sindoni, 28 novembre 2011)
Cresciuto nel Tiro Federal, ha giocato vari anni nella massima divisione argentina, vincendo anche il campionato sudamericano con la maglia del Club Sportivo Ben Hur. In Italia ha giocato in Serie B d'Eccellenza con Rieti e in Serie B con San Severo, Catanzaro, Cagliari, Corato e Maddaloni.
Ha poi conquistato due promozioni consecutive con la maglia dell'Orlandina Basket: dalla Serie C Dilettanti e dalla Serie B Dilettanti, categoria in cui ha realizzato anche una tripla doppia. Alla terza stagione con la maglia dei paladini, a causa di motivi personali è stato costretto a tornare in Argentina già a novembre; l'assenza di un playmaker del suo livello avrebbe penalizzato il cammino dei siciliani in campionato.
In patria, dopo essere stato il sostituto temporaneo di Lucas Victoriano al Club San Martín de Corrientes, a marzo 2012 passa al Lanús.

## Statistiche

### Presenze e punti nei club
Statistiche aggiornate al 30 giugno 2012
| Stagione        | Squadra                  | Competizione | Partite | Partite | Partite | Statistiche tiro | Statistiche tiro | Statistiche tiro | Altre statistiche | Altre statistiche | Altre statistiche | Altre statistiche | Altre statistiche |
| Stagione        | Squadra                  | Competizione | Pres.   | Titol.  | Minuti  | Tiri da 2        | Tiri da 3        | Liberi           | Rimb.             | Assist            | Rubate            | Stopp.            | Punti             |
| --------------- | ------------------------ | ------------ | ------- | ------- | ------- | ---------------- | ---------------- | ---------------- | ----------------- | ----------------- | ----------------- | ----------------- | ----------------- |
| 2006-2007       | Banco Sardegna Cagliari  | Serie B2     | 26      | 15      | 829     | 54/109           | 44/123           | 64/87            | 50                | 65                | 59                | 0                 | 304               |
| 2007-2008       | Pasta Granoro Corato     | Serie B2     | 25      | 16      | 764     | 39/76            | 38/111           | 71/91            | 62                | 139               | 53                | 0                 | 263               |
| 2008-2009       | Cementir Maddaloni       | Serie B dil  | 26      | 24      | 743     | 53/109           | 42/105           | 77/85            | 61                | 67                | 40                | 1                 | 309               |
| 2009-2010       | Upea Capo d'Orlando      | Serie C dil  | 24      | 18      | 772     | 72/113           | 46/115           | 81/94            | 72                | 89                | 48                | 0                 | 363               |
| 2010-2011       | Upea Capo d'Orlando      | Serie B dil  | 26      | 20      | 791     | 68/123           | 47/122           | 85/100           | 64                | 93                | 51                | 0                 | 362               |
| '11-nov. '11    | Upea Capo d'Orlando      | DNA          | 12      | 2       | 212     | 10/18            | 9/28             | 24/32            | 22                | 25                | 16                | 0                 | 71                |
| no.'11-ma.'12   | San Martín de Corrientes | LNB          | 14      |         | 267     | 10/26            | 9/29             | 12/14            | 18                | 28                | 9                 | 0                 | 59                |
| mar. '12-'12    | Atlético Lanús           | LNB          | 3       |         | 17      | 2/2              | 0/1              | 0                | 1                 | 2                 | 1                 | 0                 | 4                 |
| Totale carriera |                          |              |         |         |         |                  |                  |                  |                   |                   |                   |                   |                   |

### Play-off
Statistiche aggiornate al 30 giugno 2012
| Stagione        | Squadra                 | Competizione | Partite | Partite | Partite | Statistiche tiro | Statistiche tiro | Statistiche tiro | Altre statistiche | Altre statistiche | Altre statistiche | Altre statistiche | Altre statistiche |
| Stagione        | Squadra                 | Competizione | Pres.   | Titol.  | Minuti  | Tiri da 2        | Tiri da 3        | Liberi           | Rimb.             | Assist            | Rubate            | Stopp.            | Punti             |
| --------------- | ----------------------- | ------------ | ------- | ------- | ------- | ---------------- | ---------------- | ---------------- | ----------------- | ----------------- | ----------------- | ----------------- | ----------------- |
| 2007            | Banco Sardegna Cagliari | Serie B2     | 6       | 5       | 181     | 14/25            | 9/27             | 13/17            | 9                 | 7                 | 12                | 0                 | 68                |
| 2008            | Pasta Granoro Corato    | Serie B2     | 3       | 3       | 89      | 3/5              | 5/14             | 8/8              | 7                 | 15                | 4                 | 1                 | 29                |
| 2009            | Cementir Maddaloni      | Serie B dil  | 6       | 5       | 198     | 12/35            | 8/28             | 30/40            | 15                | 23                | 9                 | 0                 | 78                |
| 2010            | Upea Capo d'Orlando     | Serie C dil  | 3       | 3       | 84      | 18/24            | 5/19             | 17/21            | 7                 | 7                 | 6                 | 0                 | 68                |
| 2011            | Upea Capo d'Orlando     | Serie B dil  | 8       | 4       | 233     | 22/41            | 12/33            | 24/33            | 31                | 39                | 23                | 0                 | 104               |
| Totale carriera |                         |              |         |         |         |                  |                  |                  |                   |                   |                   |                   |                   |

## Palmarès
- Campionato argentino: 1
Ben Hur de Rafaela: 2004-05
- Promozioni dalla Serie B dil. alla DNA: 1
Orlandina Basket: 2010-11
- Promozioni dalla Serie C dil. alla Serie B dil.: 1
Orlandina Basket: 2009-10
- Coppa Italia Lega Nazionale Pallacanestro: 1
Orlandina Basket: 2009-10